# Reino de Vestfália
O Reino de Vestfália (em alemão:Königreich Westphalen ; em francês:Royaume de Westphalie) também designado como Reino da Vestefália, foi um estado histórico que existiu de 1807 a 1813 em áreas da atual Alemanha. Apesar de formalmente independente, ele era um estado satélite do Primeiro Império Francês, governado pelo irmão de Napoleão,  Jerônimo Bonaparte. Seu nome foi dado em função da região da Vestfália, porém, possuía pouco território em comum com esta região.